# 전류원

그림 1: 저항기 R을 구동하고 전압 V를 생성하는 이상적인 전류원 I

전류원(current source)은 전압에 관계없이 전류를 전달하거나 흡수하는 전자 회로이다.
전류원은 전압원의 이중원이다. 전류 싱크(current sink)라는 용어는 음의 전압 공급 장치에서 공급되는 소스(source)에 사용된다. 그림 1은 저항성 부하를 구동하는 이상적인 전류원의 회로도 기호를 보여준다. 두 가지 유형이 있다. 1) 독립적인 전류원(또는 싱크)는 일정한 전류를 제공한다. 2) 종속 전류원은 회로의 다른 전압이나 전류에 비례하는 전류를 전달한다.

## 같이 보기
- 용접 전원